# Саулькин, Павел Фёдорович
Павел Фёдорович Саулькин — советский хозяйственный, государственный и политический деятель, Герой Социалистического Труда.

## Биография
Родился в 1928 году в селе Новая Яксарка. Член КПСС с 1952 года.
С 1950 года — на хозяйственной, общественной и политической работе. В 1950—1991 гг. — колхозник, звеньевой, бригадир, секретарь парткома колхоза, председатель колхоза «40 лет Октября» Чиназского района Ташкентской области Узбекской ССР.
Указом Президиума Верховного Совета СССР от 24 июля 1986 года присвоено звание Героя Социалистического Труда с вручением ордена Ленина и золотой медали «Серп и Молот».
Умер после 1991 года.